# Allium barthianum
Allium barthianum — вид рослин з родини амарилісових (Amaryllidaceae); поширений у Єгипті й Лівії.

## Опис
Стебла ≈ 15 см завдовжки, сегменти оцвітини завдовжки до 5 мм; листя шириною 0.5–1 мм.

## Поширення
Поширений у Єгипті й Лівії.
Населяє сухі кам'янисті та гравійні місця на невеликій висоті.